# Листи до провінціала
Листи до провінціала (фр. Lettres provinciales) - полемічний твір Блеза Паскаля, що є авторським поглядом на конфлікт між янсеністами та єзуїтами, зокрема, критику казуїстичної концепції гріха.

## Історія
З моменту свого релігійного звернення Паскаль перебував під сильним впливом янсеністської теології та часто їздив до головного янсеністського центру, Порт-Рояль. У 1655 році лідер янсеніського напряму Антуан Арно попросив Паскаля написати полемічний текст, щоб подати обґрунтування янсеністів у суперечці з єзуїтами та Сорбонною. Філософ дав згоду, і між 23 січня 1656 і 24 березня 1657 опублікував 18 текстів у формі листів парижанина до друга, який живе за межами столиці. Скорочену назву «Провінційні листи» (Lettres Provinciales) спонтанно дали читачі твори. Твір був надрукований нелегально, у таємній друкарні та без імені автора, спочатку частинами, а потім повністю.

## Зміст
Провінціал складається з 18 листів. У перших чотирьох автор зосередився на захисті Арно, навмисно пародіюючи стиль сучасних єзуїтських богословських текстів, включаючи розмаїття двозначних і неконкретних виразів. Він неодноразово використовував іронію та пастиш — прийом, абсолютно новий у традиції жанру. У Листі V Паскаль несподівано розширив рамки полеміки від типово особистої дискусії до тотальної атаки на орден єзуїтів, звинувативши їх у пропаганді перебільшено поблажливої моралі стосовно грішників та прагнення мирської влади та багатства. Загалом шість листів були присвячені критиці теологічних концепцій єзуїтів. Паскаль протиставив їм своє власне бачення християнської моралі — заснованої на аскетизмі, що не уникає тілесних і моральних жертв, постійно бореться з інстинктивним егоїзмом, властивим людині. Провівши тотальну атаку на супротивників янсеністів, Паскаль завершив усю серію статей посиланням на причину її написання — полеміку, що ведеться між двома течіями у Франції. Він стверджував, що нападки на янсеністів були засновані на маніпуляціях та наклепі. Він також висунув — побічно, через саму форму тексту, розрахованого на широку аудиторію, — тезу про те, що за допомогою звичайного здорового глузду можна оцінити догми, представлені Церквами, і вирішити богословські суперечки.
Паскаль до кінця життя підтримував тези, що містяться в «Провінціалах», попри їхнє засудження Папою Римським. Він вважав, що неприйняття папством моральних концепцій тексту є ще одним доказом їхньої істинності та порочності католицької церкви.